# 아브로

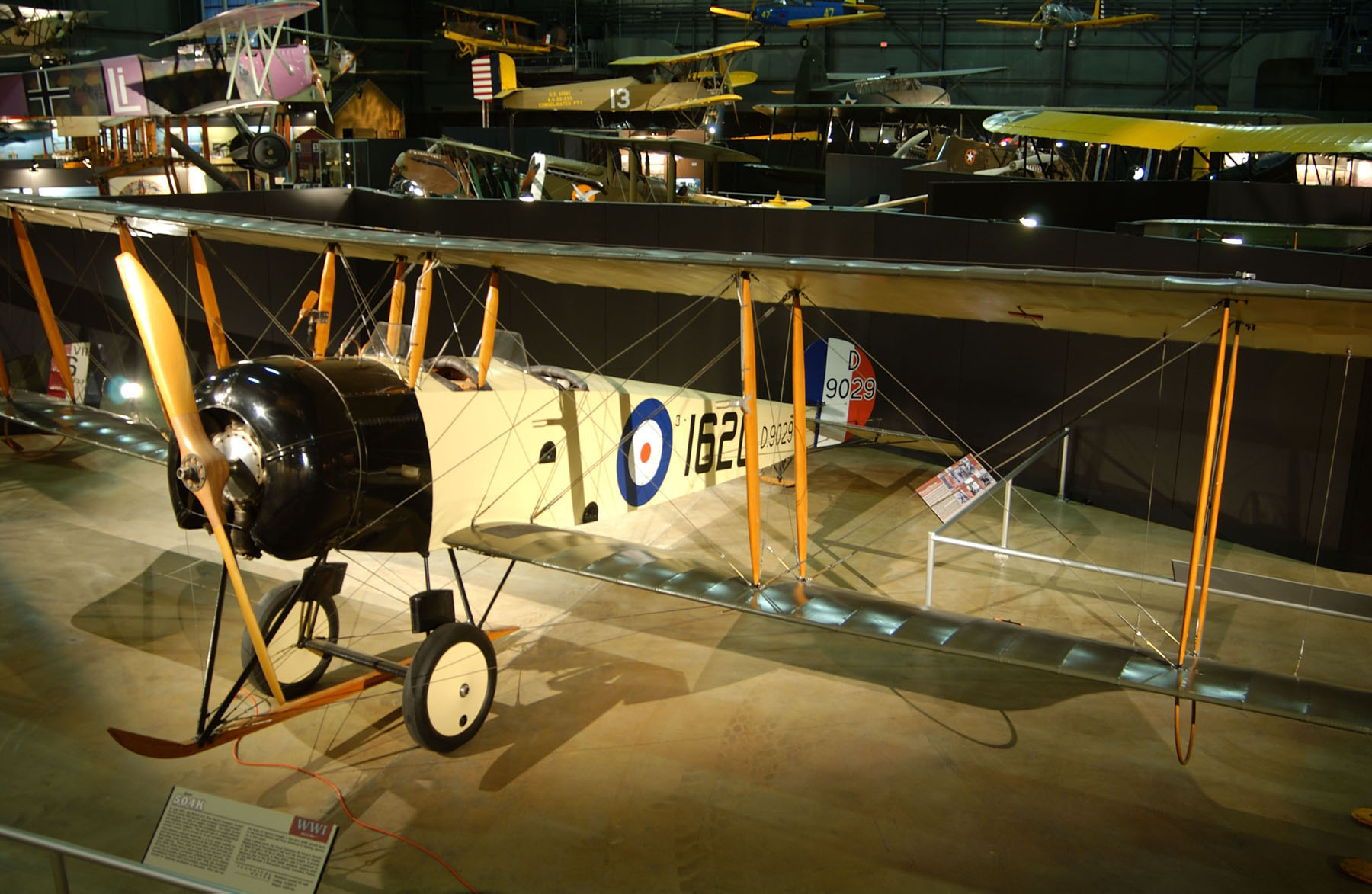

아브로(Avro)는 영국의 항공기 제조 업체로, 제2차 세계 대전에서 활약한 폭격기 아브로 랭커스터로 잘 알려져 있다. 1963년 7월, 호커 시들리와 합병되어 회사는 없어졌지만, 브랜드 이름은 지속되었다.

## 아브로 항공기
- 로 I 복엽기
- 로 I 삼엽기
- 로 II 삼엽기 (머큐리)
- 로 III 삼엽기
- 로 IV 삼엽기
- 로 타입 D
- 아브로 커티스 타입 (레익스 워터 버드)
- 아브로 듀이건
- 아브로 500 (타입 E)
- 로 부르가 단엽기
- 로 타입 F
- 로 타입 G
- 아브로 501 (타입 H)
- 아브로 502
- 아브로 503 (타입 H)
- 아브로 504
- 아브로 508
- 아브로 509 – 실제 제조되지는 않음.
- 아브로 510
- 아브로 511
- 아브로 519
- 아브로 521
- 아브로 523 파이크
- 아브로 527
- 아브로 528
- 아브로 529
- 아브로 530
- 아브로 531 스파이더
- 아브로 533 맨체스터
- 아브로 534 베이비
- 아브로 536
- 아브로 539
- 아브로 547
- 아브로 548
- 아브로 549 올더숏
- 아브로 552
- 아브로 555 바이슨
- 아브로 557 에바
- 아브로 558
- 아브로 560
- 아브로 561 앤도버
- 아브로 562 아비스
- 아브로 566 어벤저
- 아브로 571 버팔로
- 아브로 581
- 아브로 584 에버셋
- 아브로 594 에비앙
- 아브로 604 앤틸롭
- 아브로 613
- 아브로 616 에비앙
- 아브로 618 텐
- 아브로 619 파이브
- 아브로 621 튜터
- 아브로 624 식스
- 아브로 626 프리펙트
- 아브로 627 우편비행기
- 아브로 631 커뎃
- 아브로 636 (1935)
- 아브로 638 클럽 커뎃 (1933)
- 아브로 641 코모도어 (1935)
- 아브로 642 에이틴
- 아브로 643 커뎃
- 아브로 652
- 아브로 652A 앤슨 (1935)
- 아브로 671 로타 (1935)
- 아브로 674
- 아브로 679 맨체스터 (1939)
- 아브로 683 랭커스터 (1941)
  - 아브로 랭커스터 PA474
  - 아브로 랭커스터 비행국 목록
  - 운영 중인 아브로 랭커스터기 목록
- 아브로 684 (1941)
- 아브로 685 요크 (1942)
- 아브로 688 튜더 (1945)
- 아브로 689 튜더
- 아브로 691 랭카스터리안 (1943)
- 아브로 694 링컨 (1944)
- 아브로 695 링커니언 (1949)
- 아브로 696 섀클턴 (1949)
- 아브로 698 벌컨 (1952)
  - 아브로 벌컨 XH558
  - 아브로 벌컨 XM655
- 아브로 701 아테나 (1948)
- 아브로 707 (1949)
- 아브로 706 애시턴 (1950)
- 아브로 720
- 아브로 722 애틀랜틱 (1953)
- 아브로 730
- 아브로 734
- 아브로 748 (1960)

### 미개발 프로젝트
- 아브로 720
- 아브로 730
- 아브로 734
- 아브로 771

### 회전 날개 항공기
- 아브로 574 – Cierva C.6
- 아브로 586 – Cierva C.8
- 아브로 576/581 – Cierva C.9
- 아브로 612 – Cierva C.17
- 아브로 620 – Cierva C.19
- 아브로 671 Rota – Cierva C.30
- 아브로 665 – cierva C.33
- 아브로 668 – Cierva C.38
- Cierva C.12

### 아브로 캐나다
- 아브로 캐나다 C102 Jetliner
- 아브로 캐나다 CF-100 Canuck
- 아브로 캐나다 CF-103
- 아브로 캐나다 CF-105 애로
- 아브로 캐나다 TS-140
- 아브로 캐나다 VZ-9 아브로카

#### 미개발 프로젝트
- 아브로 캐나다 CF-103
- 아브로 캐나다 프로젝트 Y-1
- 아브로 캐나다 프로젝트 Y-2
- 아브로 캐나다 PV-704 (엔진 테스트 모델로만 개발됨)
- 아브로 캐나다 TS-140

## 미사일
- 블루 스틸 미사일